# Réjouissez-vous
Réjouissez-vous (titre original : Rejoice) est un roman de science-fiction de Steven Erikson, publié en octobre 2018 au Royaume-Uni par Gollancz et Promontory Press puis en mai 2019 en France par la maison d'édition L'Atalante dans sa collection La Dentelle du cygne avec une traduction de Patrick Couton  (ISBN 979-10-360-0003-4). Il est sous-titré Percé jusques au fond du cœur (A Knife to the Heart en anglais). 
Le roman évoque l'arrivée d'Aliens à proximité de la Terre, qui interviennent directement dans les affaires humaines. Dotées de technologies puissantes, les extraterrestres empêchent l'agressivité des humains de s'exprimer et leur révèlent les secrets d'un moteur révolutionnaire qui fonctionne sans pétrole ni fission nucléaire, à partir du magnétisme de la planète. La civilisation humaine est ébranlée dans ses fondements par l'intervention extraterrestre et il s'agit pour les Humains, face à ce choc existentiel inattendu et cataclysmique, de s'adapter aux nouvelles réalités imposées par les Aliens.

## Principaux personnages
- « Adam » : intelligence artificielle extraterrestre.
- « Athéna » : autre intelligence artificielle extraterrestre.
- Samantha (« Sam ») August : romancière canadienne de science-fiction.
- Dr Hamish Drake : médecin et mari de Sam August.

## Résumé
Le roman est divisé en cinq parties de tailles inégales et d'un épilogue.

### «Phase Une» (chapitres 1 à 7)
- La partie comporte le sous-titre « Compter jusqu'à cinquante (initiation) ».

À Victoria, au Canada, un OVNI enlève en plein jour et devant des dizaines de témoins Samantha August (dite « Sam »), une célèbre romancière canadienne de science-fiction. Après un sommeil forcé de deux jours au cours desquels son corps est légèrement amélioré, elle se réveille à bord d'un vaisseau spatial et a une longue conversation avec « Adam », une intelligence artificielle extraterrestre. Adam lui révèle les raisons de son enlèvement : la Terre est sur le point de mourir en raison des comportements néfastes des humains à l'égard de leur environnement. Surexploitation, surconsommation, surpopulation : si rien de concret n'est fait, il est absolument évident que la civilisation humaine s'effondrera à moyen terme, et en tout cas avant la fin du XXIe siècle. Les animaux et les végétaux suivront l'humanité dans cet effondrement. 
Une union galactique de trois civilisations (« le Triumvirat »), chargée du suivi de ce secteur de la galaxie, a décidé d'intervenir dès à présent dans les affaires terriennes. L'« Intervention » extraterrestre commence à partir de l'enlèvement. Sam a été choisie en sa qualité d'écrivain de science-fiction : habituée à la spéculation intellectuelle concernant les formes de vie extraterrestres, elle était plus que d'autres apte à comprendre un enlèvement par des extraterrestres et leurs motivations. Par ailleurs, elle sera bientôt la porte-parole des extraterrestres à l'égard des humains et son statut d'écrivain à succès de science-fiction l’aidera sur ce point.
Pendant ces quelques dizaines d'heures de sommeil forcé de Sam et de conversation entre elle et Adam, la Phase Une de l'Intervention a été mise en œuvre. Un champ de force ultra puissant est mis en place par les extraterrestres empêchant les humains, sur toute la planète, de faire volontairement du mal à tout animal vivant sur Terre. La chasse des animaux et leur pêche devient impossible ; les oiseaux migrateurs peuvent se déplacer sans risque ; des millions de machines-outils et d'armes ne fonctionnent plus. Des zones de protection (« zones d'exclusion ») sont donc instituées par les aliens, à la grande incompréhension des humains. Dans un second temps, le même champ de force est étendu à tous les humains pris individuellement : plus aucun ne peut blesser ou tuer un autre être vivant. Les gouvernements et hommes politiques sont complètement pris de court et ne connaissent ni l'origine de ce champ de force, ni sa cause, ni sa provenance. La panique s'installe ; les hypothèses les plus farfelues prolifèrent.

### «Phase Deux» (chapitres 8 à 14)
- La partie comporte le sous-titre « Coup de semonce (réflexion) ».

Tandis que les humains tentent de comprendre ce qu'il se passe et que les gouvernements tentent d'endiguer les risques de chaos, deux autres actions des extraterrestres sèment la confusion.
La première est l'envoi par courrier électronique, à des centaines d'entreprises et administrations publiques à travers le monde, d'un fichier contenant, plans et processus détaillés en annexe, les explications permettant de construire un moteur universel fonctionnant grâce au magnétisme terrestre. Pour fonctionner ce moteur n'a pas besoin d'énergie pétrolière, gazière, nucléaire, etc. Une catastrophe sociale et économique semble se profiler à court terme : l'effondrement de l'industrie pétrolière et nucléaire, avec ses conséquences sur les activités induites (stations services, distribution d'énergie). Des centaines d'entreprises se lancent dans la fabrication de ce nouveau type de moteur, et les premiers prototypes montrent que la nouvelle technologie alien est parfaitement au point. 
Une seconde action des extraterrestres a lieu en même temps au niveau interplanétaire. La planète Vénus voit le début d'une terraformation : un pan de sa surface est occulté par les aliens, si bien que la lumière du soleil n'y frappe plus. Cela entraîne un refroidissement de la température au sol. 
La planète Mars, elle-aussi, subit un début de mutation : son cœur planétaire, que l'on savait éteint, est en train d'être rallumé par les extraterrestres. Par ailleurs, deux satellites de Mars, Déimos et Phobos, entrent en collision : une nouvelle lune, beaucoup plus grosse, permettra de créer un système de marées sur la planète. Il semble donc que les aliens envisagent de doter le système solaire de deux nouvelles planètes habitables dans les décennies ou les siècles futurs.
On apprend aussi que les voyages sur la Lune, anciens ou plus récents, avaient permis de découvrir l'existence d'une autre espèce d'extraterrestres. Aucun contact d'aucune sorte n'avait eu lieu ; ces extraterrestres avaient tout simplement montré qu'ils existaient et qu'ils empêcheraient toute incursion approfondie humaine sur le satellite naturel de la Terre. Ces informations avaient été soigneusement tenues secrètes et jamais révélées aux journalistes ou au public. Or ces extraterrestres, surnommés « Petits Gris » par les scientifiques, viennent de déguerpir du système solaire, apparemment chassés par les extraterrestres qui ont provoqué l’Intervention.

### «Phase Trois» (chapitres 15 à 23)
- La partie comporte le sous-titre « L'élégance de l'ennui (rejet) ».

Le moteur dont les plans ont été donnés par les aliens donne une entière satisfaction, mais l’économie internationale subit un profond chamboulement et de nombreux suicides collectifs ont lieu. Les religions sont ébranlées et les chefs religieux ne savent comment réagir.
Le président des États-Unis veut absolument apporter une réponse politico-technique aux changements subis : il ordonne qu'un engin spatial habitué soit envoyé sur la Lune afin d'en savoir plus sur les aliens. C'est d'autant plus impératif que l’on vient de découvrir que les aliens ont déposé des vaisseaux spatiaux dans des petits pays et ont commencé l’édification d'immenses hangars, d'ailleurs protégés par des champs de force. Sont-ce des usines alimentaires ? des prisons ? des centres spatiaux ? on l'ignore pour l'instant. Corrélativement, le taux de dioxyde de carbone baisse dans l'air de la Terre, à croire qu'il est capté par les nouvelles constructions des aliens. 
Mais ce sont les Chinois qui sont les plus rapides. Profitant de la disponibilité d'un engin spatial et du départ inespéré des Petits Gris, ils lancent une mission spatiale. Les astronautes chinois arrivent bientôt sur la Lune et explorent les bases des Petits Gris. Ces derniers avaient fait prisonnier de nombreux humains. Certains sont retrouvés vivants dans des salles de détention. L'humanité suit en direct les exploits des astronautes chinois et leurs découvertes lunaires.
Les hangars construits par les aliens semblent être des sites spatiaux.

### «Phase Quatre»  (chapitres 24 à 28)
- La partie comporte le sous-titre « Renaissance (résurrection) ».

Adam explique à Sam qu'il est désormais temps pour elle de se rendre sur Terre et de se faire la porte-parole des aliens. Elle reçoit la compagnie et l'assistance d'une seconde intelligence artificielle, qu'elle décide d'appeler « Athéna ». Sam et Athéna embarquent sur un vaisseau spatial. Sam a reçu la possibilité de la part des aliens de configurer sa forme à sa volonté. Elle a choisi de lui donner la forme d'un Oiseau de proie klingon.
Sam arrive sur Terre et entame des démarches pour s'adresser à bref délai aux délégués des différents États membres de l'ONU. Elle se rend à la tribune de l'ONU et prononce un long discours qui recense tout ce qu’elle a appris des aliens.
Le monde entier — dirigeants politiques, religieux, hommes, femmes, enfants, de toutes races, religions et professions — l'écoute avec attention. Tout le monde comprend que les humains sont entrés dans une nouvelle phase de leur évolution, et qu'ils vont être mis à l’épreuve.

### «Phase Cinq» (chapitre 29)
- La partie comporte le sous-titre « Nouvelle respiration (Qui sommes-nous ?) ».

Dans cette partie composée d'un unique chapitre d'une dizaine de pages, Sam discute avec Adam sur les suites du discours qu'elle vient de prononcer.
Le monde entier essaie d'assimiler le message qui vient de lui être adressé.

### Épilogue
Quelque temps après, un vaisseau spatial piloté par des humains arrive à proximité de Phobos, l'un des satellites de Mars. La procédure pour se poser se déroule correctement. 
C'est alors que le vaisseau détecte un message : il s'agit d'un message de bienvenue provenant peut-être d'une espèce extraterrestre qui est née et s'est développée sur le satellite de Mars. Les humains vont pour la première fois faire la connaissance d'une espèce extraterrestre propre au système solaire et appartenant à un astre non terrien. C'est le début d'une nouvelle aventure pour l'humanité.